# Belobackenbardia cornicula
Belobackenbardia cornicula är en tvåvingeart som beskrevs av Shatalkin 2001. Belobackenbardia cornicula ingår i släktet Belobackenbardia och familjen rotflugor. Inga underarter finns listade i Catalogue of Life.